# Wilhelm G. Jacobs
Wilhelm G. Jacobs (* 2. April 1935 in Troisdorf) ist ein deutscher Philosoph. Sein Forschungsschwerpunkt stellt die Philosophie des Deutschen Idealismus dar. Er ist Mitherausgeber der seit 1976 erscheinenden historisch-kritischen Schelling-Ausgabe.
Nach dem Abitur 1955 am Staatlichen Gymnasium in Siegburg studierte Jacobs in Bonn, Frankfurt am Main, Freiburg im Breisgau und München Philosophie, Germanistik und Theologie. Im Jahre 1964 promovierte er bei Reinhard Lauth in München mit der Arbeit Trieb als sittliches Phänomen. Eine Untersuchung zur Grundlegung der Philosophie nach Kant und Fichte.
Im Jahr 1968 trat er in den Dienst der Schelling-Kommission der Bayerischen Akademie der Wissenschaften.
Er erhielt 1971 einen Lehrauftrag an der Ludwig-Maximilians-Universität in München, habilitierte sich dort 1984 mit einer Arbeit über die Philosophie Friedrich Schellings und wurde dort 1994 zum Professor ernannt.
Jacobs hat die Arbeitsgemeinschaft philosophischer Editionen der Deutschen Gesellschaft für Philosophie 1973 mitbegründet und ist seit deren Gründung in deren leitendem Ausschuss tätig. Er war 1986 Mitbegründer, dann Sekretär sowie Präsident und ist jetzt Beiratsmitglied der Internationalen Schelling-Gesellschaft.
Im Jahr 2003 hat Jacobs die Deutsch-Polnische Gesellschaft für Philosophie mitgegründet und war bis 2009 deren Präsident. Er ist Ehrenmitglied der Deutschen Gesellschaft für Philosophie und der Japanischen Schelling-Gesellschaft.
„Jacobs ist unangefochten führender Kopf und Kenner der Fichte- und Schellingexegese“, schrieb Hannah Lühmann in einer Besprechung seiner Fichte-Biographie von 2012.

## Publikationen (Auswahl)
- Trieb als sittliches Phänomen. Eine Untersuchung zur Grundlegung der Philosophie nach Kant und Fichte. Abhandlungen zur Philosophie, Psychologie und Pädagogik. Bd. 40. Bonn 1967.
- J.G. Fichte-Bibliographie. Stuttgart-Bad Cannstatt 1968. (zus. mit Hans Michael Baumgartner)
- Johann Gottlieb Fichte in Selbstzeugnissen und Bilddokumenten. rowohlts monographien. Dritte Auflage Reinbek 1998.
- Zwischen Revolution und Orthodoxie? Schelling und seine Freunde im Stift und an der Universität Tübingen. Texte und Untersuchungen. Spekulation und Erfahrung. Texte und Untersuchungen zum Deutschen Idealismus. Bd. II, 12. Stuttgart-Bad Cannstatt 1989.
- Gottesbegriff und Geschichtsphilosophie in der Sicht Schellings. Spekulation und Erfahrung. Texte und Untersuchungen zum Deutschen Idealismus. Bd. II, 29. Stuttgart-Bad Cannstatt 1993.
- Schelling lesen. legenda 3. Stuttgart-Bad Cannstatt 2004.
- Johann Gottlieb Fichte. Eine Biographie. Berlin 2012.